# Ahor
Ahor är en ort i Indien.   Den ligger i distriktet Jalore och delstaten Rajasthan, i den nordvästra delen av landet, 600 km sydväst om huvudstaden New Delhi. Ahor ligger 187 meter över havet och antalet invånare är 16 867.
Terrängen runt Ahor är huvudsakligen platt, men söderut är den kuperad. Runt Ahor är det ganska tätbefolkat, med 111 invånare per kvadratkilometer. Närmaste större samhälle är Jalor, 16,7 km väster om Ahor. Trakten runt Ahor består till största delen av jordbruksmark.